# Storbritannien i Eurovision Song Contest 2013
Storbritannien kommer att delta i Eurovision Song Contest 2013 i Malmö i Sverige. De kommer att representeras av Bonnie Tyler med låten "Believe in Me".

## Uttagning
Den 14 september 2012 bekräftade BBC sitt deltagande i tävlingen år 2013. Den 7 mars 2013 avslöjade BBC att man internt hade valt ut Bonnie Tyler till att representera landet med låten "Believe in Me".

### Rykten
I januari 2013 spreds det rykten om att musikgruppen Girls Aloud, eller enbart medlemmen Kimberley Walsh, skulle representera landet i Malmö. Enligt Aftonbladet skulle Fredrik Kempe skriva bidraget åt Walsh som nyligen påbörjat en solokarriär.

## Vid Eurovision
Storbritannien är direktkvalificerade till finalen som hålls den 18 maj 2013 i Malmö Arena.